# Vergine moderna
Vergine moderna è un film italiano del 1954 diretto da Marcello Pagliero.

## Trama
La giovane Claudia vuole fuggire dalla vita grigia di provincia e punta uomini ricchi, ma ogni volta con esiti infelici. Solo il fratello riesce alla fine a scuoterla da questo proposito.

## Produzione
La pellicola è ascrivibile al filone dei melodrammi sentimentali, comunemente detto strappalacrime, allora molto in voga tra il pubblico italiano, in seguito ribattezzato dalla critica con il termine neorealismo d'appendice.

## Distribuzione
Il film venne distribuito nel circuito cinematografico italiano il 22 settembre del 1954.
Venne in seguito distribuito anche in Francia con il titolo Vierge moderne, il 4 luglio del 1956.